# Urgonien

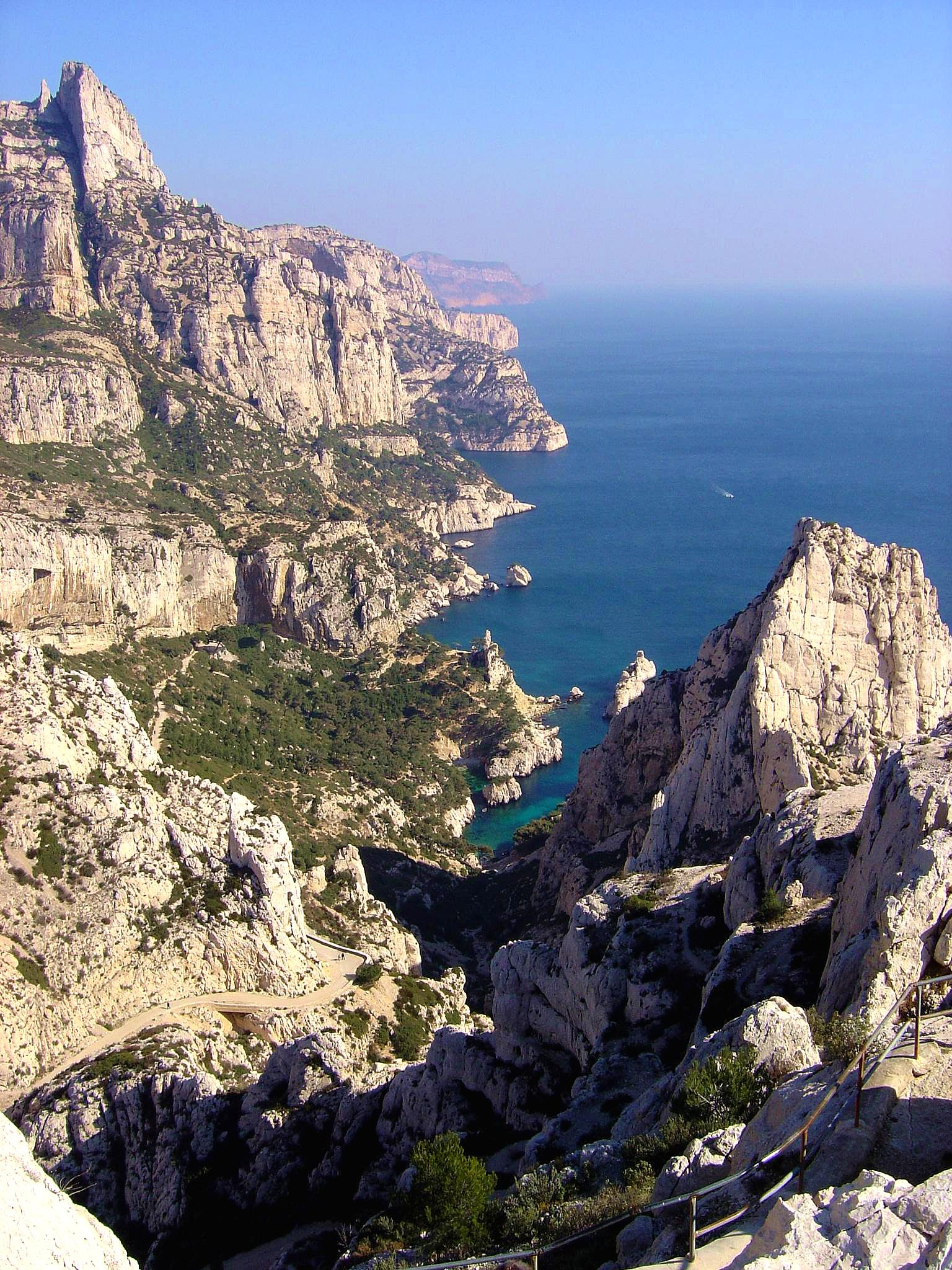
Les calcaires urgoniens au-dessus de la Calanque de Sugiton (en haut à gauche : la Grande Candelle, au fond les falaises de Cassis).

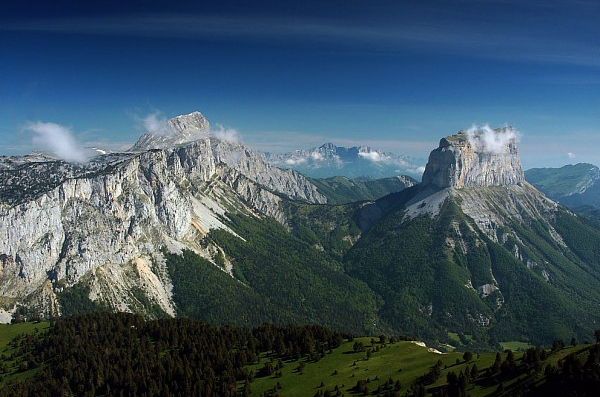
Les barres d'urgonien du Grand Veymont et du mont Aiguille (depuis le sud).

L'urgonien est un faciès sédimentaire calcaire du Crétacé inférieur. Il se caractérise par une teinte très claire, blanche de préférence, et forme systématiquement d'imposantes falaises caractéristiques des chaînons subalpins du sud-est de la France jusqu'en Suisse orientale. Sa couleur blanche et sa solidité en font une pierre très employée dans le bâtiment.

## Étymologie
Son nom provient de la commune d'Orgon (Bouches-du-Rhône) où ce faciès a été décrit pour la première fois par Alcide Dessalines d'Orbigny en 1850 et où il demeure exploité par la société Omya.

## Définition
Ce faciès correspond à un calcaire récifal déposé sous un climat tropical. Il se caractérise par la présence d'organismes bioconstructeurs comme des rudistes, tandis que les ammonites et les orbitolines constituent les principaux marqueurs biostratigraphiques. Le faciès urgonien s'étend selon les régions du Barrémien à l'Albien.

## Intérêt scientifique
La présence et l'abondance des calcaires de faciès urgonien dans le bassin du Sud-Est permet de reconstituer le paléoenvironnement de la région au Crétacé inférieur. Son existence indique la présence d'une mer épicontinentale en milieu tropical.
Ce sont notamment les plissements alpin et pyrénéo-provençal qui ont contribué à porter les calcaires urgoniens en altitude, les offrant aujourd'hui à l'affleurement dans de nombreuses régions du Sud-Est de la France.

## Gisements

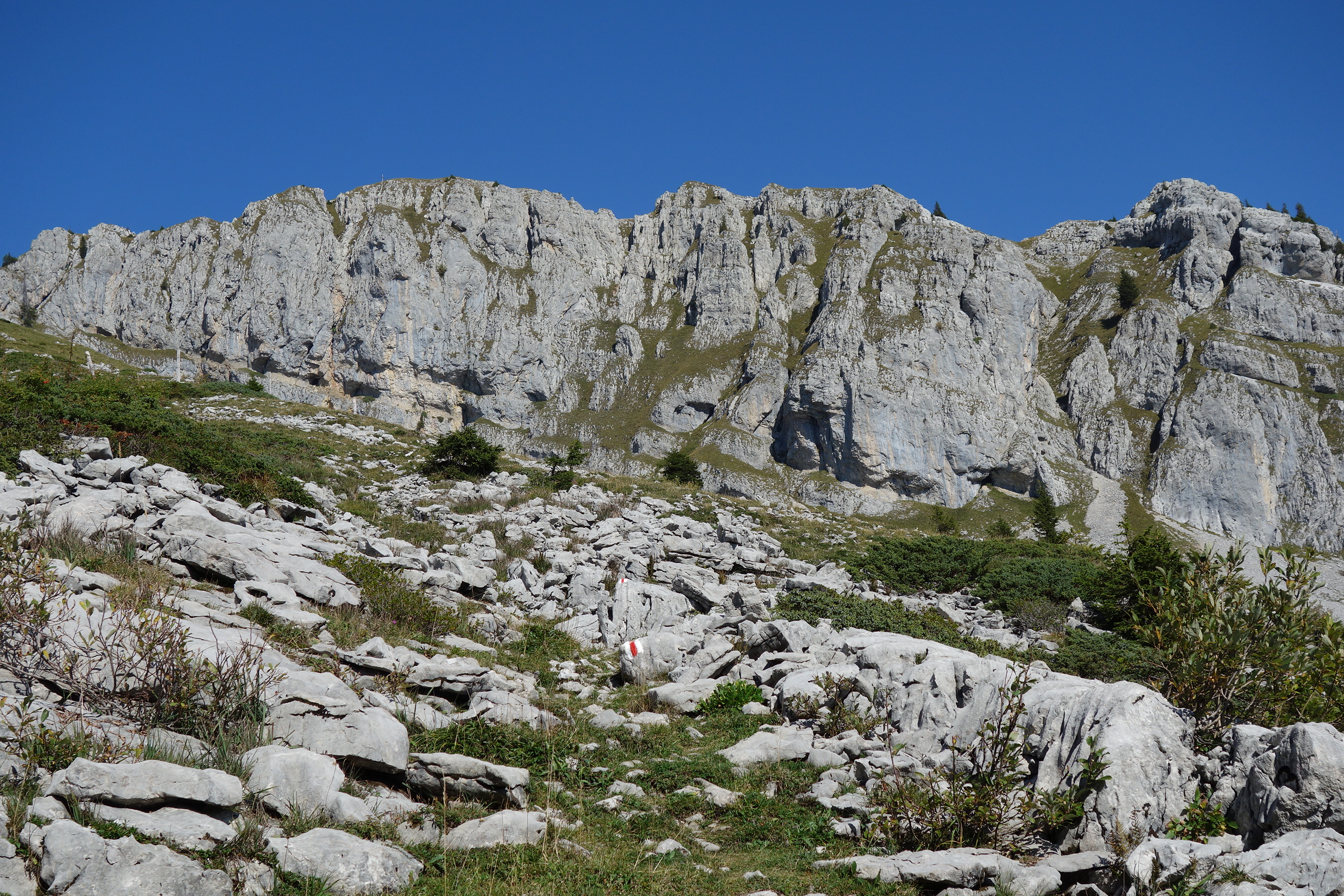
Lapiaz dans le calcaire urgonien de la Schratteflue (canton de Lucerne, Suisse).

Le calcaire urgonien affleure sur une grande partie du bassin du Sud-Est et constitue le sous-sol de nombreux massifs, comme :
- le massif du Vercors ;
- le massif de la Chartreuse ;
- le nord-est des Alpilles (commune d'Orgon) ;
- l'est des Cévennes (pierre de Lens) ;
- les massifs des calanques de Marseille (pierre de Cassis) ;
- le mont Ventoux.